# Neriene obtusa
Neriene obtusa là một loài nhện trong họ Linyphiidae.
Loài này thuộc chi Neriene. Neriene obtusa được George Hazelwood Locket miêu tả năm 1968.